# Glossaire de l'archéologie
Glossaire de termes relatifs à l'archéologie.
- Haut – A
- B
- C
- D
- E
- F
- G
- H
- I
- J
- K
- L
- M
- N
- O
- P
- Q
- R
- S
- T
- U
- V
- W
- X
- Y
- Z

## A
- Abaque syn. Tailloir (tablette)
- Abbatiale (bâtiment religieux)
- Abbaye (bâtiment religieux)
- Abée (moulin)
- About (charpenterie)
- Abside
  - Absidiole
- Acanthe (ornementation)
- Accolade, Arc en accolade, Arc en talon
- Acéramique (adjectif qualifiant une phase de la préhistoire dans laquelle la céramique était inconnue)
- Ache, Feuille d'ache
- Acheuléen (période) voir Paléolithique
- Acropole
- Acrotère
- Adobe (brique)
- Aérostyle, Diastyle, Entre-colonnement, Eustyle, Pycnostyle, Systyle
- Âges préhistoriques
  - Âge du bronze
  - Âge du cuivre
  - Âge du fer
  - Âge de la pierre
- Agger (fossé)
- Agora (place)
- Ahu voir Marae
- Aigle
- Aiguille, Obélisque
- Aile
- Aileron
- Airain
- Aisselier, Esselier
- Aître
- Alambic (outil)
- Albâtre
- Alignement
- Allée couverte, Dolmen, Pierre levée, Table de César, Table du diable, Table des fées
- Allège
- Amas coquillier (dépôt), Dépotoir
- Ambulatoire
- Amortissement
- Amphithéâtre
- Amphore
- Anastylose
- Ancien Empire (période)
- Annelet
- Ante
- Antéfixe
- Apadana (salle)
- Apodyterium
- Appareil
- Appentis
- Appui de fenêtre
- Aqueduc (monument)
- Arabesque
- Araire (outil)
- Arase
- Arbalète
- Arbalétrier
- Arbalétrière, Archère, Meurtrière
- Arc (styles) :
  - Arc en accolade
  - Arc aigu
  - Arc en anse-de-panier
  - Arc bombé
  - Arc brisé syn. Tiers-point
  - Arc brisé aigu syn. Lancette
  - Arc à clef pendante
  - Arc-de-cloître
  - Arc de décharge syn. Plate-bande appareillée
  - Arc en demi-cintre, plein-cintre
  - Arc ellipse en hauteur
  - Arc ellipse en largeur
  - Arc en encorbellement
  - Arc festonné
  - Arc festonné brisé
  - Arc à lambrequins
  - Arc en mitre
  - Arc monolithe
  - Arc à muqarnas
  - Arc ogif (synonyme d'ogive)
  - Arc outrepassé (arc en fer à cheval)
  - Arc outrepassé brisé
  - Arc plein cintre surhaussé
  - Arc polylobé
  - Arc polylobé brisé
  - Arc à quatre centres
  - Arc rampant
  - Arc recticurviligne
  - Arc simple
  - Arc sommier
  - Arc en talon
  - Arc en tas de charge
  - Arc tréflé
  - Arc trépassé
  - Arc trilobé
  - Arc à voussure polylobée
  - Rouleau
  - Sommier
- Arc (fonctions) :
  - Arc-boutant
  - Arc de triomphe
  - Arc triomphal syn. Poutre de gloire
- Arcade
- Arcature
- Arche
- Archéochimie
- Archéologie
  - Archéologie aérienne
  - Archéologie expérimentale
  - Archéologie du bâti
  - Archéologie médiévale
  - Archéologie sous-marine
- Archéomagnétisme
- Archéométallurgie
- Archéométrie
- Archère, Archière, Meurtrière, Arbalétrière
- Archivolte
- Arête
- Arêtes de poisson, Opus spicatum
- Armer
- Armet
- Armille
- Armoiries
- Armure
  - Armure articulée à plaques
  - Armure plate
  - Armure de maille
- Arquebuse
- Arrière-voussure
- Arroyo (lit de rivière)
- Artéfact
- Art roman
- Art de La Tène (style artistique)
- Aspis (bouclier grec), Bouclier
- Assemblage
- Assise
- Assommoir
- Astragale
- Atlante
- Atrium (pièce), Péristyle
- Attique
- Autel
- Avant-nef, Galilé, Pronaos
- Aveugle

## B
- Badigeon
- Bague
- Baguette (ornement) voir Moulure
- Bahut
- Baie
- Bains
- Baldaquin
- Baliste
- Balteus
- Balustrade (élément architectural), Rampe
- Balustre
- Bande (unité sociale)
- Bande lombarde
- Bandeau (ornement) voir Moulure
  - Bandeau bombé voir Moulure
- Bannière
- Banquette
- Baptistère
- Barbacane, Bastille, Châtelet
- Bardeaux
- Baril (ornement)
- Barrière, Lice
- Barlotière
- Bas-côté
- Base
  - Base romane
  - Base gothique
- Basilic
- Basilique chrétienne
- Basilique romaine
- Bas-relief (sculpture)
- Bastille, Châtelet, Barbacane
- Bastion, Bastillon
- Bâtière
- Bâtons brisés (ornement), Tore brisé, Zigzag, Chevron
- Bâton fouisseur (outil)
- Batterie haute
- Bavière
- Beffroi
- Béguin
- Bélier
- Bénitier
- Berceau
  - Berceau biais
- Besant (ornement)
- Bestiaire
- Béton
- Bière
- Biface (outil)
- Billettes (ornement)
- Biseau, Chanfrein
- Biveau
- Blochet
- Borne milliaire
- Bossage
- Bouclier, Aspis, Écu
  - Bouclier de David ou Sceau de Salomon
- Boudin voir Moulure
- Boulet
- Bouleutérium (salle)
- Boulin
- Bourdon
- Bousin
- Boutisse
- BP
- Bracelet d'archer
- Bretèche
- brique, Adobe
- Brogne, Broigne
- Broyeur (outil)
- Bucrane
- Bulla
- Burin
- Butée
- Brunissage (poterie)
- Byzantin

## C
- Câble (ornement)
- Cache
- Cachot, Oubliette, Prison
- Cairn
- Caisson
- Caldarium
- Calebasse (récipient)
- Calice, Ciboire
- Calife (personnage)
- Calotte
- Calvaire
- Camaïeu
- Camée
- Camp à chaussées d'accès
- Camp romain
- Campagne
- Campane
- Campanile
- Canal, voir Moulure
- Candélabre, Chandelier
- Cannelure
- Canoë monobloc
- Canon
- Canope (récipient)
- Canton
- Capitole
- Capitulaire
- Caravansérail (auberge) syn. Khan
- Carbonisation, voir Datation
- Cardo
- Cariatide ou Caryatide (sculpture)
- Carole, Déambulatoire
- Carotte de sondage syn. Échantillon pollinique
- Carroyage
- Carreau
- Cartouche (ornement)
- Casemate
- Casque
- Castel
- Castellologie
- Castellum
- Castro
- Castrum 
  - Castrum (Moyen Âge)
  - Castra aestiva
  - Castra hiberna
  - Castra stativa
- Catacombes (nécropole)
- Catafalque (chariot)
- Catapulte
- Cathédrale
- Cathèdre
- Cavalier
- Cave
- Caveau, Crypte, Enfeu, Hypogée
- Caverne, Grotte
- Cavet, voir Moulure
- Cella, Naos, Nef
- Cellier
- Cénotaphe
- Centurion
- Céramique
  - Céramique cardiale
  - Céramique rubannée
- Céramologie (démarche, voir par exemple l'article typologie de la céramique grecque)
- Chaînage
- Chaîne
- Chaîne (ornement)
- Chaînette
- Chaire
- Chalcidique
- Chambranle
- Chambre mortuaire
- Champ de Mars
- Champs d'urnes
- Chancel
- Chandelier
- Chanfrein, voir Moulure
- Chantignole
- Chantournage
- Chape, aussi appelée pluvial
- Chapelet
- Chapelle
- Chaperon (architecture)
- Chaperon (costume)
- Chapiteau (colonne)
- Chapitre cathédral
- Charadrius
- Charnier, Ossuaire
- Chasséen (période du mésolithique)
- Châssis ouvrant
- Chasuble
- Château
  - Château à motte
  - Château de plaisance
  - Château fort
- Châtelet, Barbacane, Bastille
- Chaussée
- Cheminée
- Chemise
- Chéneau
- Cheval de frise
- Chevet
- Chevron
- Chevron (ornement), Tore brisé, Zigzag, Bâtons brisés
- Chimère
- Chinampa (terrasse)
- Chœur
- Chrisme
- Christ (ornement)
  - Christ en gloire
  - Christ Dieu de majesté
- Chute d'ornement
- Ciboire, Calice
- Ciborium
- Cimaise
- Cimetière
- Cinéraire
- Cintre
- Cippe
- Circonvallation
- Cire perdue
- Cirque
- Ciseleur, Entailleur, Graveur, Imagier, Sculpteur, Tailleur-folliagier
- Ciste (chambre funéraire)
- Cistercien
- Citadelle syn. Acropole
- Cité lacustre, Palafitte
- Cité-État
- Citerne
- Ciudadela, Mausolée
- Claire-voie (ornement)
- Classique
- Clef
  - Clef d'arc
  - Clef de voute, Mensole
- Cleveau
- Cloche
- Clocher
  - Clocher gothique
  - Clocher roman
- Clocheton
- Cloître
- Clou (ornement), Pointe de diamant
- Cnémide
- Cohorte romaine (soldats)
- Coiffe
- Collatéral
- Collégiale
- Collerette
  - Collerette de maille
- Colombage
- Colombin (poterie)
- Colonne (élément architectural)
  - Colonne adossée
  - Colonne engagée
  - Colonne torse
- Colonnette
- Comble
- Commanderie
- Compas
- Compas d'épaisseur (outil)
- Composite ou Style composite
- Comptoir de commerce
- Confession
- Conformateur (outil)
- Congé (ornement)
- Console
  - Console-contrefort, Contrefort
  - Console-corbeau, Corbeau
  - Console-XVIe siècle
  - Console-Louis XIV
- Contre-cœur
- Contrefiche
- Contrefort (élément architectural), Console-contrefort, Pilier butant
- Contre-fruit
- Contremarche, Giron
- Contrescarpe ou Contre-escarpe
- Contrevallation
- Coque (ornement)
- Corbeau, Console-corbeau
- Corbeille
- Corbelet
- Cordon (ornement)
- Corinthien ou style corinthien
- Corne
  - Corne de vache
- Corniche (ornement)
- Cornière
- Corps de tourbière, Momie
- Cotte
  - Cotte d'armes (armure)
  - Cotte de mailles (armure)
- Couchis
- Coudée, voir Unité de mesure
- Couillard
- Couleurs
- Coup-de-poing (outil), voir Biface
- Couperet (outil)
- Coupole
- Couronne
- Courtine fam. Demi-lune, Ravelin, Tenaille
- Couverture syn. Toit
- Couvre-nuque
- Cratère
- Crédence
- Créneau
- Crènelage
- Creuset (récipient)
- Crochet (ornement)
- Croisade
- Croisée du transept
  - Croisée d'ogives
- Croisillon
- Croix
- Cromlech (enceinte)
- Crosse (ornement), Crochet
- Crossette
- Croupe
- Crucifix
- Crypte, Enfeu, Hypogée, Caveau
- Cuirasse (armure)
- Cul de four
- Cul-de-lampe
- Culée
- Culot (ornement)
- Culture
- Culture sur brûlis (technique)
- Écriture cunéiforme (écriture)
- Cupule
- Curie (Rome antique)
- Cyclopéen, voir Monument cyclopéen
  - Mur cyclopéen

## D
- Dais
- Dalle
  - Dalle funéraire
- Dalmatique
- Dame
- Damier (ornement), Échiquier
- Dard (ornement)
- Datation
  - Datation au carbone 14
  - Dendrochronologie (croissance des arbres)
  - Datation par Thermoluminescence
- Dé
- Déambulatoire, Carole, Pourtour
- Décastyle
- Décintre
- Décoration
- Decumanus
- Décurion
- Délit
- Demi-lune, Ravelin, Tenaille, Courtine
- Dendrochronologie
- Dents (ornement)
- Dents d'engrenage (ornement) ou Plissés
- Dents de scie (ornement)
- Denticule (ornement)
- Dépose
- Dépotoir (dépôt), Amas coquillier
- Détection radar
- Diadème (orfèvrerie)
- Diastyle, Entre-colonnement, Eustyle, Pycnostyle, Systyle, Aérostyle
- Diptyque
- Directrice
- Dolmen, Pierre levée, Table de César, Table du diable, Table des fées, Allée couverte
- Dôme
- Donau (glaciation)
- Donjon
- Dorique ou Style dorique
- Dorsal
- Dortoir
- Dorure (orfèvrerie)
- Dosseret
- Doubleau
- Doucine
  - Doucine droite voir Moulure
  - Doucine renversée voir Moulure
- Douelle
- Douille d'emmanchement (outil)
- Douve
- Douze apôtres
- Dragonne
- Dynastie (organisation sociétale)

## E
- Ébrasement, Évasement
- Écaille (ornement)
- Échantillon pollinique syn. Carotte de sondage
- Échauguette, Guérite, Tourelle
- Échine (ornement) voir Moulure
- Échiquier (ornement), Damier
- Éclat (outil lithique)
- Éclisse
- Écofact
- Écosystème
- Écran
- Écu, Bouclier, Aspis
- Église
  - Église abbatiale voir Abbatiale
  - Église paroissiale
  - Église pricurale
  - Église cathédrale voir Cathédrale
- Égyptologie (spécialité géographique)
- Élite (organisation sociétale)
- Embrasure
- Empan voir Unité de mesure
- Encorbellement
- Enfeu, Hypogée, Caveau, Crypte
- Engobe (enduit)
- Entablement (maçonnerie)
- Entailleur, Graveur, Sculpteur, Tailleur-folliagier, Ciseleur
- Entasis
- Entrait (charpente, Tirant
- Entre-colonnement, Eustyle, Pycnostyle, Systyle, Aérostyle, Diastyle
- Entrecoupe
- Entrelacs (ornement)
- Ente-modillons
- Entretoise
- Épannelage
- Épaulement
- Épave
- Éperon, Éperon barré
- Épi (ornement)
- Épigraphie
  - Épigraphie latine
- Épure
- Équerre
- Escalier
  - Escalier à vis
  - Escalier brisé
  - Escalier droit
- Escarpe
- Est
- Étai
- Étalonnage (datation)
- Étançon
- Ethnoarchéologie (méthode)
- Étoile (ornement)
- Étole
- Étrésillon
- Eustyle, Pycnostyle, Systyle, Aérostyle, Diastyle, Entre-colonnement
- Évasement, Ébrasement
- Évêque
- Exèdre
- Extrados
- Ex-voto

## F
- Faciès levallois ou Préparation du nucléus, Méthode Levallois (technique de production d'outillage lithique)
- Faîte
- Fanal, Lampier, Lanterne, Phare
- Fanal de cimetière, Lanterne des morts, Tournielles
- Fanum
- Fauteau
- Fenestrage
  - Fenêtre civile
  - Fenêtre d'église du XIIIe siècle
  - Fenêtre d'église ogivale
  - Fenêtre d'église Renaissance
  - Fenêtre génimée
- Féodalisme (organisation sociétale)
- Fer-à-cheval
- Ferme
- Ferronnerie
- Feston (ornement)
- Feuillage étampé
- Feuille d'acanthe (ornement)
- Feuille d'eau (ornement)
- Feuille de refend (ornement)
- Feuillure
- Fibule (orfèvrerie)
- Figure grotesque
- Figurine (sculpture)
- Filet (ornement), Listel
- Fistule
- Flamme
- Flèche
- Flèche d'amortissement
- Flèche empennée
- Fleuron (ornement), Gable, Pignon
- Fleuron d'amortissement
- Flamboyant
- Flanquement
  - Flanquement à ligne brisée
  - Flanquement à ligne à crémaillères
  - Flanquement à redan, Redan, Redent
- Flore d'ornementation (ornement) ou Flore architecturale
- Fontaine
- Fonte (métallurgie)
- Fonts baptismaux
- Forêt
- Forge (métallurgie)
- Fortification
- Forum (place)
- Fossé
  - Agger
  - Fossé d'extraction
  - Fossé plein
  - Fossé revêtu
  - Fossé sec
- Fouille
  - Fouille programmée
  - Fouille de sauvetage
  - Fouille préventive
- Foyer
- Foyer primaire (zone géographique où une civilisation s'est développée sans aucune influence extérieure, par exemple la néolithisation du Proche-Orient)
- Fresque
- Frette (ornement)
  - Frettes crènelées (ornement)
- Frigidarium
- Frise (ornement)
  - Frise en damier
  - Frise de dents d'engrenage
  - Frise de dents de scie
  - Frise dorique
- Frontispice
- Fronton
- Fruit, Contre-fruit
- Fusaïole (outil de fileuse)
- Fût

## G
- Gable (ornement), Pignon, Fleuron
- Gaine
- Galbe
- Galerie
- Galilé, Pronaos, Avant-nef
- Gallo-romain
- Gallons
- Gargouille
- Géoarchéologie
- Giron, Contremarche
- Glacière
- Glacis (élément architectural) ou Glacis (fortification)
- Glaçure (vernis de poterie)
- Gloire (ornement)
- Glyphe (figure d'écriture)
  - Hiéroglyphe
- Godron (ornement)
- Gond
- Gorge (ornement) voir Moulure
- Gorgerin (pièce d'armure)
- Gothique ou Ogival
  - Gothique à lancettes
  - Gothique flamboyant
  - Gothique primitif
  - Gothique rayonnant
- Goujon
- Gousset
- Gouttes
- Goutterot ou Gouttereau
- Gradin
- Grain d'orge
- Grange
- Grattoir (outil)
- Graveur, Imagier, Sculpteur, Tailleur-folliagier, Ciseleur, Entailleur
- Gravure
- Grecque (ornement), Méandre
- Griffe (ornement), Patte
- Griffon
- Grotte
  - Grotte artificielle
  - Grotte décorée
  - Grotte ornée
- Guérite, Tourelle, Échauguette
- Guette
- Gui (bol chinois)
- Guichet
- Guillochis
- Guirlande, Rinceau
- Günz (glaciation)
- Gymnase (bâtiment dédié aux sports)

## H
- Hache (outil, arme)
  - Hache à trou d’emmanchement
  - Hache à douille
- Hallebarde (arme)
- Harpe (instrument de musique)
- Harpon (outil)
- Haubert (casque)
- Haut-relief (sculpture)
- Heaume (casque)
  - Heaume à nasal
- Henge
- Hennin
- Herminette (outil de travail du bois)
- Herse, Porte sarrasine
- Hiéroglyphe voir Glyphe
- Hippocerf
- Hippodrome (stade pour les courses de chevaux)
- Hippogriffe
- Hominidé (primate)
- Hominien (primate)
- Hostie
- Hôtel de ville, Parloir aux bourgeois
- Hotte
- Hourd
- Hourdis
- Hutte
- Hypèthre
- Hypocauste (sol surélevé)
- Hypogée, Caveau, Crypte, Enfeu
- Hypostyle

## I
- Icône
- Iconoclaste, Iconoclasme
- Iconodule
- Iconographie (système d'illustration)
- Iconologie (discipline)
- Iconostase
- Imagier, Sculpteur, Tailleur-folliagier, Ciseleur, Entailleur, Graveur
- Imbrex
- Imposte
- Incrustation
- Indice phytologique
- Institut français d'archéologie orientale
- Instrumentum (type de mobilier)
- Insula (groupe d'immeuble)
- Intaille
- Intrados
- Ionique ou Style ionique
- Iwan (salle voutée)

## J
- Jambage
- Jambette
- Jambière (pièce d'armure)
- Jésuite ou Style jésuite
- Joint
- Jouée
- Jubé.

## K
- Kabal (tour de potier)
- Khan syn. caravansérail
- Kiva (pièce souterraine)
- Kjökkenmöddings voir amas coquillier

## L
- Labyrinthe
- Lacustre ou Palafitte
- Lambris
- Lame (outil, arme)
  - Lame à dos abattu
- Laminage (technique métallurgique)
- Lamparo (technique de pêche)
- Lampier, Lanterne, Phare, Fanal
- Lancette ou Arc brisé aigu
- Lanterne, Fanal, Phare, Lampier
  - Lanterne des morts, Fanal de cimetière, Tournielles
- Laque (vernis chinois)
- Larmier, Coupe-larmes
- La Tène (style artistique)
- Latifundium (vaste propriété agricole)
- Latrine
- Latte
- Lavabo
- Laye
- Légion romaine (unité de l'armée romaine)
- Lever topographique
- Leurre tournant (technique de pêche)
- Libage
- Lice, Barrière
- Licorne
- Lierne
- Ligne voir Unité de mesure
- Lignage (groupe familial)
- Limon (dépôt sédimentaire)
- Linteau, Plate-bande, Architrave
- Listel voir Moulure
- Listel biais voir Moulure
- Litre (ornement)
- Lobe
- Lœss (limon éolien)
- Lucarne
- Lunette
- Lurer (instrument de musique)
- Lutrin

## M
- Mâchicoulis
- Machine de trait
- Madrier
- Magdalénien (période du paléolithique)
- Magnétomètre
- Maison
  - Maison forte
  - Maison à fosse
  - Maison médiévale
- Mandorle
- Mangonneau
- Manicore (ou Manticore, créature fantastique)
- Mano (outil), Metate
- Manoir
- Manipule
- Manteau de cheminée
- Manteau
- Mantelet
- Marae (temple)
- Marmouset
- Marqueterie
- Martyrium
- Mascaron
- Massacre (chasse)
- Masse
- Mastaba (structure funéraire)
- Matrice (sédiment entourant et comprenant les objets façonnés, des dispositifs, et autres matériaux d'un site archéologique)
- Mausolée (structure funéraire)
- Méandre (ornement), Grecque
- Médaillon (ornement)
- Mégalithe
- Mégalithique
- Mégaron
- Meneau
- Menhir, Peulvan
- Mensole, Clef de voute
- Merlon
- Mésolithique
- Métope (ornement)
- Meurtrière, Arbalétrière, Archère
- Mezzanine
- Microlame
- Microlithe
- Microscopie électronique
- Mindel (glaciation)
- Mise au jour (découverte d'artéfact lors de sondage ou de fouille de sauvetage ou programmée)
- Miséricorde, Sellette
- Mit'a
- Mitre
- Mobilier (ou matériel) archéologique
- Mobilier funéraire
- Modénature
- Modillon
- Module voir Unité de mesure
- Moellon
- Moises
- Molasse (dépôt sédimentaire)
- Momie
- Momification
- Monastère, Moustier, Moutier
- Monolithe
- Monstrance, Ostensoir
- Monument cyclopéen
- Monument Pélassagique
- Mort noire, Peste
- Mortaise
- Mortier
- Mosquée
- Mosaïque (décoration)
- Motte
  - Motte féodale
  - Motte castrale
- Moulage
  - Moule à plusieurs pièces
  - Moule bivalve
- Moulure (ornement)
  - Baguette
  - Bandeau
  - Bandeau bombé
  - Boudin
  - Canal
  - Cavet
  - Chanfrein
  - Doucine droite
  - Doucine renversée
  - Échine
  - Gorge
  - Grain d'orge
  - Listel
  - Listel biais
  - Moulure prismatique
  - Quart-de-rond
  - Rainure
  - Réglet, Listel
  - Réseau
  - Retour
  - Scotie
  - Talon droit
  - Talon renversé
  - Tore
  - Tore en amande
- Mousquet à amorce
- Moustier, Moutier, Monastère
- Moustérien (période du paléolithique)
- Moyen Empire
- Mur (élément architectural)
  - Mur cyclopéen
  - Mur gaulois
  - Mur de refend
  - Mur de soutènement
  - Muraille
- Museau, Selette
- Mutule

## N
- Naos, Nef, Cella
- Narthex, Parvis, Porche, Pronaos
  - Esonarthex
  - Exonarthex
- Natte (ornement), Torsade (ornement)
- Naumachie
- Nécropole
- Nef, Cella, Naos
  - Grande nef
- Néolithique
  - Néolithique ancien
  - Néolithique final
  - Néolithique moyen
  - Rubané (art)
- Nervure
- Niche (architecture)
- Nimbe, Amande, Auréole
- Niveau optique ou niveau de chantier
- Nombre minimum d'individus (NMI)
- Nombre de spécimens identifiés (NSIP)
- Norme
- Noue
- Nucléus
- Numismatique
- Nuraghe
- Nymphée

## O
- Obélisque
- Obole (monnaie)
- Oculus (ouverture) Œil-de-bœuf
- Œil (ouverture)
- Œuvre
- Ogival voir Gothique
- Ogive (architecture), Nervure
  - Croisée d'ogives
  - Ogivette
- Oldowayen voir Paléolithique
- Onciale (écriture)
- Onde (ornement)
- Onglet (assemblage)
- Onomastique
- OOPART
- Oppidum (ville fortifiée)
- Opus (style architectural) :
  - Opus francigenum ou Architecture gothique
- Opus (appareillage de la pierre) :
  - Opus caementicium
  - Opus incertum
  - Opus insertum ou Appareil isodome
  - Opus monspelliensis
  - Opus piscatum ou Appareil en arête-de-poisson
  - Opus quadratum
  - Opus reticulatum
  - Opus sectile
  - Opus spicatum ou appareil en épi de blé
  - Opus vittatum
- Orant (personnage)
- Ordovicien
- Ordre :
  - Ordre composite ou Style composite
  - Ordre corinthien ou Style corinthien
  - Ordre dorique ou Style dorique
  - Ordre ionique ou Style ionique
- Orientation
- Orillon
- Ossature, Bâtisse
- Ossuaire, Charnier
- Ostensoir (pièce d'orfèvrerie), Monstrance
- Ostracon
- Oubliette, Prison, Cachot
- Ove (ornement)
  - Ovicule

## P
- Palatine
- Paléoaméricains
- Paléolithique
  - Acheuléen
  - Oldowayen
  - Paléolithique inférieur
  - Paléolithique moyen
  - Paléolithique supérieur
- Palimpseste, Parchemin
- Pallium
- Palme voir Unité de mesure
- Palmette (ornement)
- Palynologie (étude des pollens)
- Pan de bois (architecture)
- Panne (charpente)
- Panneau (sculpture)
- Panache voir Pendentif
- Pantographe (dessin)
- Parapet
- Parchemin, Palimpseste
- Parement
- Parloir aux bourgeois voir Hôtel de ville
- Parvis, Porche, Pronaos, Narthex
- Patenôtres (ornement)
- Patin (charpente)
- Patte voir Griffe
- Pavage
- Pavement
- Pédicule (élément architectural)
- Peinture
  - Peinture gallo-romaine
    - Fresque
    - Détrempe
    - Encaustique

  - Peinture carolingienne
  - Peinture romane
  - Peinture gothique
  - Peinture de la Renaissance
  - Peinture classique
- Pendentif (élément architectural)
- Penne (élément architectural)
- Penture (porte)
- Perche (élément architectural)
- Péribole (religion)
- Péridrome (élément architectural)
- Période hellénistique
- Péristyle, Atrium
- Perle (ornement)
- Pétroglyphe
- Peulvan voir Menhir
- Phare, Fanal, Lampier, Lanterne
- Photographie
  - Photographie aérienne
  - Photographie aux infrarouges (technique archéologique)
  - Photographie aux rayons X
  - Photographie satellitaire ou Photographie par satellite
- Phylactère (parchemin)
- Phylactère (ornement)
- Pièce (héraldique)
- Pied voir Unité de mesure
- Pied-droit (élément architectural)
- Piédestal (élément architectural)
- Pierre d'angle (élément architectural)
- Pierre levée, Table de César, Table du diable, Table des fées, Allée couverte, Dolmen
- Pierres sèches
- Pierre tombale
- Pierrière
- Pignon (élément architectural), Fleuron, Gable
- Pilastre (élément d'architectural)
- Pilier ou Pile (élément architectural)
- Pinacle (élément architectural)
- Piscine (élément architectural)
- Pisé
- Pithos
- Place forte
- Plafond
  - Plafond à caissons
- Plancher
- Plate-bande voir Linteau
  - Plate-bande appareillée, Arc de décharge
  - Plate-bande lombarde
- Plâtre, Stuc
- Plein-cintre, Arc en demi-cercle
- Plinthe, Socle
- Plissés (ornement) ou Dents d'engrenage
- Pluvial, voir Chape
- Pochoir ou Poncif
- Podium
- Poinçon (charpente)
- Pointe de diamant (ornement), Clou
- Poitrail (charpente)
- Poncif voir Pochoir
- Pont
  - Pont fortifié
  - Pont-levis
  - Pont romain
- Porche, Pronaos, Narthex, Parvis
- Porte et Porte de ville
  - Herse
  - Portail
  - Porte d'église
  - Porte sarrasine
  - Poterne
  - Régiole
  - Portique
- Poste (ornement)
- Posticum
- Pot à feu
- Poterie
- Poterne voir Porte
- Pouce voir Unité de mesure
- Pourtour, Déambulatoire
- Poutre faîtière
- Poutre de gloire (élément architectural) voir Arc triomphal
- Préau
- Préhistoire
- Préparation du nucléus ou Faciès levallois (technique de production d'outillage lithique)
- Presbytère, Abside
- Prison, Cachot, Oubliette
- Pronaos, Avant-nef, Galillée
- Propylée
- Prospection au sol
- Prospection aérienne
- Prospection satellite
- Protohistoire
- Puits
- Pycnostyle, Systyle, Aérostyle, Diastyle, Entre-colonnement, Eustyle
- Pylône (porte)
- Pyramide

## Q
- Quadrilobe (ornement), quatre-feuilles
- Quai
- Quart-de-rond voir Moulure
- Quatre éléments
- Quatre-feuilles (ornement) syn. Quadrilobe
- Queue
- Queue d'aronde (assemblage)
- Quintefeuilles (rosace)

## R
- Radier (charpente)
- Rainure voir Moulure
- Rais de cœur (ornement)
- Rampe (élément architectural) voir Balustrade
- Ravelin, Tenaille, Courtine, Demi-lune
- Redan (élément architectural)
  - Redent
  - Flanquement à redan
- Réfectoire
- Régiole (porte)
- Réglet (moulure), Listel
- Relevé de terrain (technique)
- Reliquaire, Relique
- Remplage
- Remplissage : accumulation de dépôts, généralement en couches caractérisées, formant le sol qui recouvre la roche sous-jacente ; composé de couches de terre, graviers et autres matériaux naturels, il peut contenir ou non des objets issus de l'industrie humaine ou des vestiges d'animaux. Son analyse palynologique contribue à dater les couches.
- Renaissance
- Réseau (moulure)
- Résille
- Ressaut (élément architectural)
- Retombée (élément architectural)
- Retour (moulure)
- Retraite
- Rinceau (ornement), Guirlande
- Ripe (outil)
- Riss (glaciation)
- Roman
- Ronde-bosse syn. Bas-relief
- Rosace voir Vitrail
- Rose
- Rose voir Vitrail
- Ruban (ornement)
- Rubané voir Néolithique
- Rudenture (outil)

## S
- Sablière (charpente)
- Sanctuaire
- Sarcophage
- Sceau
  - Sceau de Salomon ou Bouclier de David
- Scotie (Moulure)
- Sculpteur, Tailleur-folliagier, Ciseleur, Entailleur, Graveur, Imagier
- Sculpture
  - Bas-relief
  - Demi-relief
  - Haut-relief
  - Ronde-bosse
- Sebka
- Sellette (siège), Stalles
  - Miséricorde
  - Museau
- Semelle (charpente)
- Sépulture
  - Sépulture mégalithique
- Seuil
- Silo
- Smille (outil]
- Socle (élément architectural)
- Soffite (élément architectural)
- Sole syn. Patin
- Solin (maçonnerie)
- Solive (charpente)
- Solutréen (période du Paléolithique)
- Sommier voir Arc
- Sondage
- Soubassement (maçonnerie), Socle
  - Soubassement roman
  - Soubassement gothique
- Souche (cheminée)
- Sous-œuvre (maçonnerie)
- Souterrain
- Spina (élément architectural)
- Stalles (meuble)
- Station totale (voir Tachéomètre)
- Statue
  - Statuaire gallo-romaine
  - Statuaire romane
  - Statuaire gothique
  - Statuaire de la Renaissance
  - Statuaire classique
- Stèle
- Stratigraphie
- Strigile
- Stuc, Plâtre
- Stylobate
- Substruction (maçonnerie)
- Sudatorium (thermes)
- Surcot
- Style
  - Style cistercien
  - Style classique
  - Style composite ou ordre composite
  - Style corinthien ou ordre corinthien
  - Style dorique ou ordre dorique
  - Style flamboyant
  - Style gothique ou Ogival
  - Style ionique ou ordre ionique
  - Jésuite)
  - Style roman
  - Style de transition
- Symbole
  - Symbolisme médiéval
- Synagogue
- Syncelle (personnage)
- Systyle, Aérostyle, Diastyle, Entre-colonnement, Eustyle, Pycnostyle

## T
- tabernacle
- Table de César, Table du diable, Table des fées, Allée couverte, Dolmen, Pierre levée
- Tableau
- Tachéomètre
- Tæna (ornement)
- Tailleur-folliagier, Ciseleur, Entailleur, Graveur, Imagier, Sculpteur
- Tailloir syn. Abaque (tablette)
- Talon (ornement) voir Moulure
  - Talon droit
  - Talon renversé
- Talus
- Taphonomie
- Tambour (colonne)
- Taque (cheminée)
- Tas
- Tas-de-charge ou encorbellement
- Tazunu (constructions funéraires mégalithiques en Afrique centrale forestière, notamment dans l'ouest de la République centrafricaine et au Cameroun)
- Tegula (tuile)
- Télamon (sculpture) syn. Atlante
- Temple (bâtiment)
- Tenaille, Courtine, Demi-lune, Ravelin
- Tenon (maçonnerie)
- Tepidarium (thermes)
- Terminus ante quem : date après laquelle une couche archéologique n’a pas pu se former. En général, le TAQ est donné par l’élément daté le plus récent contenu dans la couche.
- Terminus post quem: date avant laquelle une couche archéologique n’a pas pu se former. En général, le TPQ est donné par l’élément daté le plus ancien contenu dans la couche.
- Terramare (culture de villages sur pilotis)
- Terrasse
  - Terrassement en glacis ou Glacis
  - Terre-plein
- Tesson
- Tête
  - Tête-de-clou (ornement)
- Têtu (outil)
- Théâtre (bâtiment) voir Amphithéâtre
- Théodolite
- Thermes romains (bâtiment)
- Thermoluminescence
- Tierceron (nervure)
- Tiers-point syn. Arc brisé
- Tirant (charpente), entrait
- Toise voir Unité de mesure
- Toit syn. Couverture
- Tonsure
- Topographie
- Torchis (maçonnerie)
- Tore voir Moulure
  - Tore en amande
  - Tore brisé (ornement), Zigzag, Bâtons brisés, Chevron
  - Torique (moulure)
- Torque
- Torsade (moulure)
- Tortue (plafond)
- Tortue (engin militaire)
- Tour (bâtiment)
  - Tour carrée
  - Tour fermée à la gorge
  - Tours rondes d'Irlande
- Tourelle, Échauguette, Guérite
- Tournielles, Fanal de cimetière, Lanterne des morts
- Torsade
- Tracéologie
- Transena (clôture)
- Transept (nef)
- Transition (style)
- Travée (élément architectural)
- Trèfle (ornement) syn. Trilobe
- Trébuchet
- Trésor (salle)
- Trésor monétaire
- Triangles alternés (ornement)
- Tribunal (plate-forme)
- Tribune (galerie)
- tribu (unité sociale)
- Triforium (galerie)
- Triglyphe (ornement)
- Trilithe (monument)
- Trilobe syn. Trèfle
- Triplet (baie)
- Triptyque (tableau)
- Trompe (élément architectural)
  - Trompillon (élément architectural)
- Trophée (ornement)
- Truelle
- Trumeau (colonne)
- Tuf (pierre)
- Tuile
  - Tuile romaine
  - Tuileau
- Tumulus syn. Tertre
- Tunique
- Tympan (maçonnerie)

## U
- Unité de mesure
  - Coudée
  - Empan
  - Ligne
  - Module
  - Palme
  - Pied
  - Pouce
  - Toise
- Unité stratigraphique
- Urne funéraire

## V
- Vantail ou ventail (porte)
- Vase acoustique
- Végétal (ornement), voir Feuille
- Verrière syn. Vitrail
- Vertus
  - Vertus cardinales
  - Vertus théologales
- Vestibule, Vestibulum
- Vierge
  - Annonciation
  - Notre-Dame
  - Pietà
  - Vierge Marie
  - Vierge noire
- Vicus
- Villa
  - Villa romaine
  - Villa urbana
  - Villa agraria
  - Villa frumentaria
  - Villæ
- Visière
- Vitrail
  - Résille
  - Rosace
  - Rose
- Voie romaine
- Volée (escalier)
- Volige (planche)
  - Voligeage
- Volute (ornement)
- Vomitoire (porte)
- Voussoir (maçonnerie)
- Voussure (voute)
- Voûte ou voute (élément architectural)
  - Voute annulaire
  - Voute d'arêtes
  - Voute en berceau
  - Voute en cul de four
  - Voute d'ogive
  - Voute piriforme
  - Voute en plein cintre
  - Voute rampante
  - Voute en vis

## Z
- Zigzag (ornement), Bâtons brisés, Chevron, Tore brisé
- Ziggourat